# ويليام فيلد (سياسي)
ويليام فيلد (بالإنجليزية: William Field)‏ هو سياسي أمريكي، ولد في 12 أبريل 1790، وتوفي في 20 سبتمبر 1878. حزبياً، نشط في الحزب الديمقراطي. وقد انتخب عضو مجلس ولاية كونيتيكت.